# Довбня Олександр Євгенович
Олександр Довбня (рос. Александр Довбня, нар. 14 лютого 1996, Москва, Росія) — російський футболіст, центральний захисник клубу «Арсенал» з Тули.

## Клубна кар'єра
Олександр Довбня є вихованцем московського «Локомотива». З 2013 року захисник грав за команду у молодіжній першості Росії. Після чемпіонства з молодіжкою «залізничників» Довбня відправився на Кіпр, де захищав кольори клубів «Етнікос» та «Пафос».
Провівши три роки на Кіпрі, Довбня повернувся до Росії, де влітку 2019 року підписав контракт з клубом РПЛ тульським «Арсеналом». У січні 2020 року футболіст на правах оренди став гравцем волгоградського «Ротора», хоча і провів у «Роторі» лише одну гру. По закінченні терміну оренди влітку того ж року Довбня повернувся до «Арсеналу».

## Кар'єра в збірній
У 2013 році Олександр Довбня входив до заявки юнацької збірної Росії (U-17) на участь у юнацькому чемпіонату Європи для гравців віком до 17-ти років. Збірна Росії на тому турнірі тріумфувала, хоча сам Довбня на полі так і не з'явився.
У період з 2017 по 2018 роки Довбня грав у складі молодіжної збірної Росії.

## Досягнення
Локомотив (М)
- Переможець Молодіжної першості Росії: 2015/16

Росія (U-17)
- Чемпіон Європи (U-17): 2013